# Marcel de la Sablonnière
Pour les articles homonymes, voir Sablonnière.
 (juillet 2025).
Si vous disposez d'ouvrages ou d'articles de référence ou si vous connaissez des sites web de qualité traitant du thème abordé ici, merci de compléter l'article en donnant les références utiles à sa vérifiabilité et en les liant à la section « Notes et références ».
Marcel de la Sablonnière (né à Montréal le 21 mai 1918 et mort à St-Jérôme le 20 novembre 1999 à l'âge de 81 ans) est une personnalité religieuse. 

## Biographie
Il entre chez les Jésuites à l'âge de 19 ans.
Il fait des études en théologie et devient par la suite directeur du Centre de loisir de l'Immaculée-Conception à Montréal. 
Son objectif est d'éloigner les jeunes de l'oisiveté et de les rendre plus actifs par les loisirs et le sport. 
Il participe également à plusieurs activités comme le Salon Camping et Sports ou le Salon international des sports d'hiver de Montréal. 
Il joint l'Association olympique canadienne en 1961, et en devient le vice-président de 1969 à 1985. En 1980, il est le chef de la délégation canadienne aux Jeux olympiques d'hiver de Lake Placid. 
En 1962, le père Sablon ouvre dans Les Laurentides une nouvelle base de plein air nommé le P’tit Bonheur de Sablon. Ce dernier est nommé en l’honneur de Félix Leclerc qui est présent lors de l’inauguration. Le camp accueille des jeunes des milieux scolaires et familles durant l’année. En été, celui-ci devient un camp de vacances. 

## Honneurs
- 1972 -  Membre de l'Ordre du Canada[1]
- 1988 -  Chevalier de l'Ordre national du Québec[2]
- 1988 - Membre de l'Académie des Grands Montréalais
- 2016 - Commandeur de l'Ordre de Montréal[3]
- Docteur honoris de l'Université de Montréal et de l'Université du Québec à Trois-Rivières (UQTR)
- membre du Temple de la renommée des sports du Québec